# Filipp Iankovski
Pour les articles homonymes, voir Jankowski.
Filipp Olegnovitch Iankovski (en russe : Фили́пп Оле́гович Янко́вский), né le 10 octobre 1968 à Saratov, est un acteur, réalisateur et producteur de cinéma soviétique puis russe,,.

## Biographie
Fils d'Oleg Iankovski et Lioudmila Zorina, tous deux acteurs, Filipp Iankovski naît à Saratov. Il fait ses premiers pas devant la caméra en 1975, sous la direction d'Andreï Tarkovski, dans Le Miroir au côté de son père. Son premier rôle adulte est le rôle principal dans la comédie romantique pour la jeunesse Voyage sentimental pour les pommes de terre de Dmitri Dolinine en 1986. En 1990, il est diplômé de l'école de théâtre d'art de Moscou (cours d'Oleg Tabakov). Puis, il entre au VGIK au département de mise en scène (atelier de Vladimir Naoumov). Après plusieurs apparitions à l'écran dans les rôles secondaires, il s'essaye à la réalisation en 2002, avec En mouvement qui consiste en transposition dans l'époque moderne du sujet de la chronique dramatique La dolce vita de Federico Fellini, avec Constantin Khabenski dans le rôle principal. Le film remporte le prix Nika dans la catégorie Découverte de l'année. Son prochain travail de réalisateur en 2005, est l'adaptation du roman historique d'espionnage de Boris Akounine Le Conseiller d'État, dans lequel de nombreux acteurs populaires russes ont joué dont Oleg Menchikov et Nikita Mikhalkov.
Dans les années 2010, il est plus actif en tant qu'acteur, y compris dans des séries télévisées, alors qu'il n'a lui-même pas tourné un seul film. En 2021, la sortie du film de Gleb Panfilov Une journée d'Ivan Denissovitch adapté du roman éponyme d'Alexandre Soljenitsyne est attendue, où Iankovski a joué le rôle principal d'Ivan Choukhov.

## Filmographie

### Acteur de cinéma
- 1975 : Le Miroir (Зеркало, Zerkalo) d'Andreï Tarkovski : Aliocha, à 5 ans
- 2005 : Le Conseiller d'État (Статский советник) de lui même : hussard
- 2011 : Raspoutin de Josée Dayan : Félix Youssoupoff (VF : Jean-Pierre Michael)
- 2013 : Les Trois Mousquetaires (Три мушкетёра) de Sergueï Jigounov : Louis XIII
- 2021 : Ivan Denissovitch (Иван Денисович) de Gleb Panfilov

### Réalisateur
- 2002 : En mouvement (ru)
- 2005 : Le Conseiller d'État (Статский советник)
- 2006 : Le Bras de fer (ru)[7] (Меченосец)
- 2008 : Caboche de pierre (ru)[8] (Каменная башка)

## Distinction
- 2005 - 13e édition du Festival du cinéma russe à Honfleur : prix du meilleur rôle masculin pour le film Le Conseiller d'État
- 2022 - 20e cérémonie des Aigles d'or : meilleur acteur pour Ivan Denissovitch